# De blaa drenge
Pour plus de détails, voir Fiche technique et Distribution.
De blaa drenge (littéralement « les garçons bleus ») est un film danois réalisé par George Schnéevoigt, sorti en 1933. 

## Fiche technique
- Titre : De blaa drenge
- Réalisation : George Schnéevoigt
- Scénario : Fleming Lynge (en)
- Musique : Kai Normann Andersen (en)
- Directeur de la photographie : Valdemar Christensen
- Montage : Valdemar Christensen, Carl H. Petersen
- Décorateurs : Christian Hansen, L. Mathiesen
- Sociétés de production : Nordisk Tonefilm
- Durée : 101 minutes
- Format : Noir et blanc  - Mono
- Date de sortie : 
  - Danemark : 15 août 1933

## Distribution
- Liva Weel
- Robert Schmidt
- Schiøler Linck
- Mathilde Nielsen
- Sigfred Johansen
- Elith Foss
- Henry Christoffersen
- Harald Holst
- Petrine Sonne
- Paul Hofman
- Henry Nielsen
- Johannes Meyer
- Nina Kalckar
- Karen Lykkehus
- Knud Heglund
- Svend Bille
- Helga Frier
- Ib Schønberg
- Buster Larsen